# Dolmen von Mas Girarols II

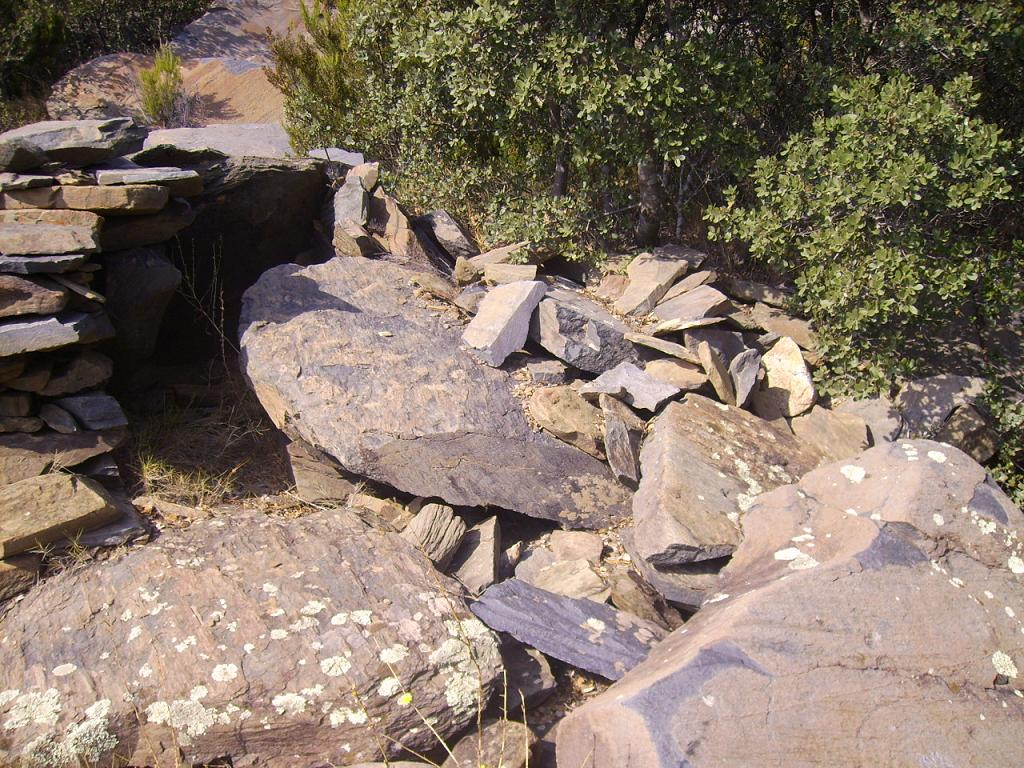
Dolmen von Mas Girarols II

Der Dolmen von Mas Girarols II gehört mit zehn anderen Megalithanlagen zu den Dolmen von Espolla. Er liegt nördlich von Espolla, in der Comarca Alt Empordà in der Provinz Girona in Katalonien in Spanien. In einer Kurve der Straße, die nach Banyuls-sur-Mer führt, zweigt ein stark abfallender Weg zu den Dolmen von Girarols I und II ab.
Die Platten des in steiler Hanglage gebauten Dolmens sind aus Schiefer. Er hat eine trapezoide Kammer und einen nicht erhaltenen Gang. Das Denkmal wurde in eine kleine Hütte verwandelt. Es gibt nur noch den Endstein und einen Teil der seitlichen Platten. Der 1986 gefundene Deckstein der Kammer weist mehrere gekrümmte Rillen sowie eine moderne Kerbe auf.
In der Nähe liegen der Dolmen von Mas Girarols I und der Dolmen von Puig Balaguer.